# Каталажка (фільм)
«Каталажка» (рос. «Каталажка») — український радянський художній фільм 1990 року режисера Георгія Кеворкова.

## Сюжет
У звичайній міській в'язниці відбувається неймовірне: обвалилася стіна будинку. Керівництво міста і в'язниці змушене терміново підшукувати нові квартири своїм підопічним, і воно з честю виходить з цієї складної ситуації вельми оригінальним способом — уголовніковподселяют до злісних неплатників за квартиру …

## У ролях
- Євген Стеблов
- Віктор Іллічов
- Марина Левтова
- Ігор Богодух
- Олександр Дем'яненко
- Ірина Токарчук
- Яніслав Левінзон
- Павло Степанов
- Володимир Татосов
- Олександр Пятков
- Микола Єрофєєв
- Віктор Уральський
- Юрій Соловйов
- Ігор Єфімов
- Леонард Саркісов
- Ніна Антонова
- Микола Шутько

## Творча група
- Сценарій: Рафаель Агаджанян
- Режисер: Георгій Кеворков
- Оператор: Володимир Панков, Віталій Соколов-Олександров
- Композитор: